# Parapenaeopsis balli
Parapenaeopsis balli is een tienpotigensoort uit de familie van de Penaeidae. De wetenschappelijke naam van de soort is voor het eerst geldig gepubliceerd in 1934 door Burkenroad.